# 레인 (2013년 드라마)
레인(Reign)은 2013년부터 2017년까지 방영한 미국의 TV 드라마이다.